# -196˚C Strong Zero

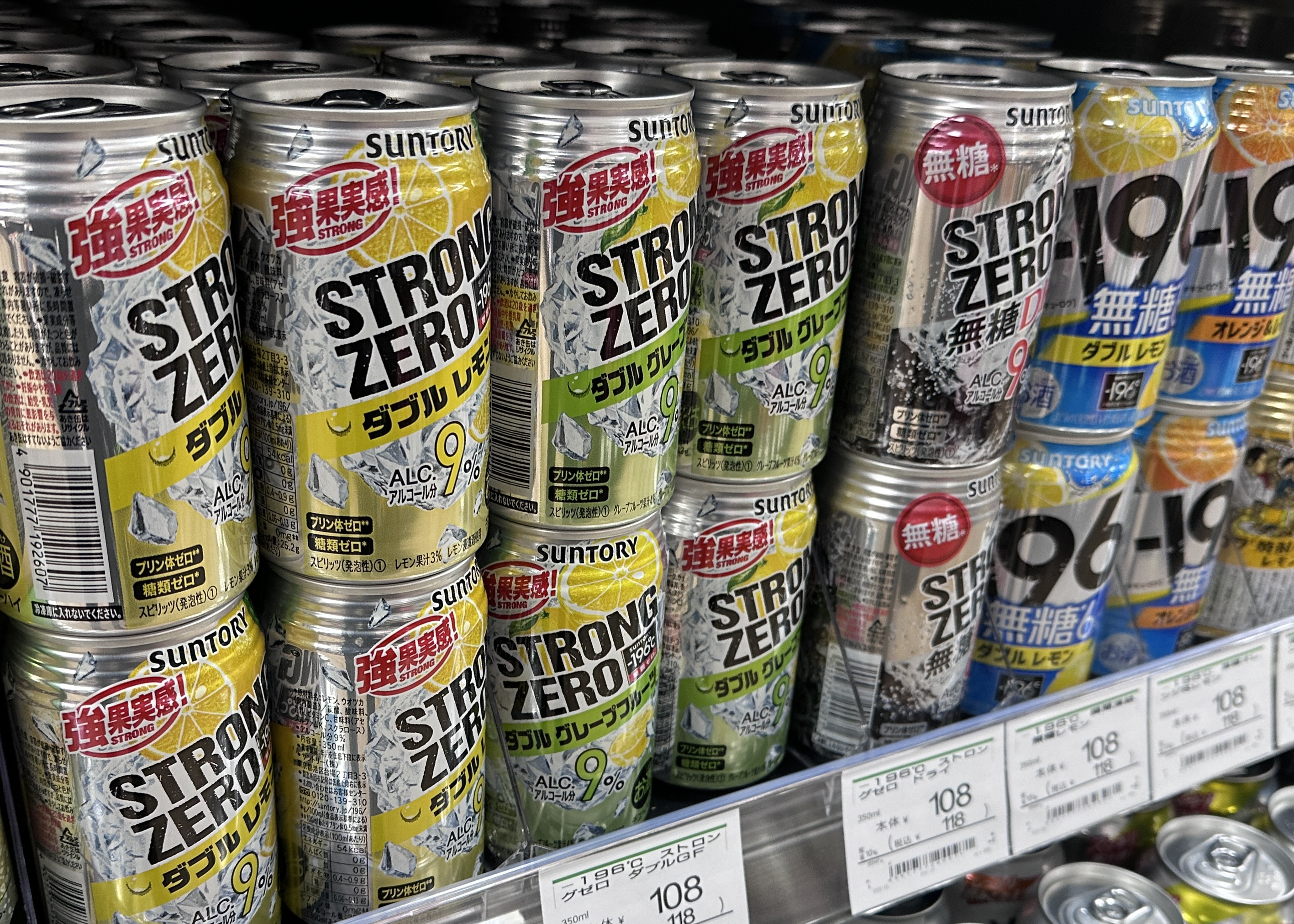
Strong Zero được làm bằng cách đông lạnh trái cây trong nitơ lỏng, do đó có tên "-196˚",sau đó nghiền trái cây đông lạnh thành bột và ngâm trong vodka.

-196˚C Strong Zero (thường được gọi là Strong Zero) là một thương hiệu của chūhai thuộc sở hữu của Suntory. Sản phẩm hiện đang được bán ở Nhật Bản và Đài Loan. Cũng như các loại chūhai khác, -196˚C Strong Zero có nhiều chủng loại với nhiều hương vị khác nhau và thường được bán ở các cửa hàng tiện lợi và máy bán hàng tự động. Từ "Strong" trong tên gọi xuất phát từ thực tế là đồ uống có thể cao tới 9% ABV.  "Zero" đề cập đến việc sản phẩm không có thành phần là đường. Theo tiêu chuẩn ghi trên nhãn dinh dưỡng, -196˚C Strong Zero có thể được dán nhãn không đường miễn là sản phẩm không vượt quá 0,5g đường trên 100mL.
Strong Zero được làm bằng cách đông lạnh trái cây trong nitơ lỏng, do đó có tên "-196˚", sau đó nghiền trái cây đông lạnh thành bột và ngâm trong vodka. Cũng như nhiều sản phẩm đồ ăn và thức uống có sẵn ở Nhật Bản, các hương vị mới thường được tung ra để trùng với mùa của các nguyên liệu khác nhau.